# 대한민국-도미니카 공화국 관계

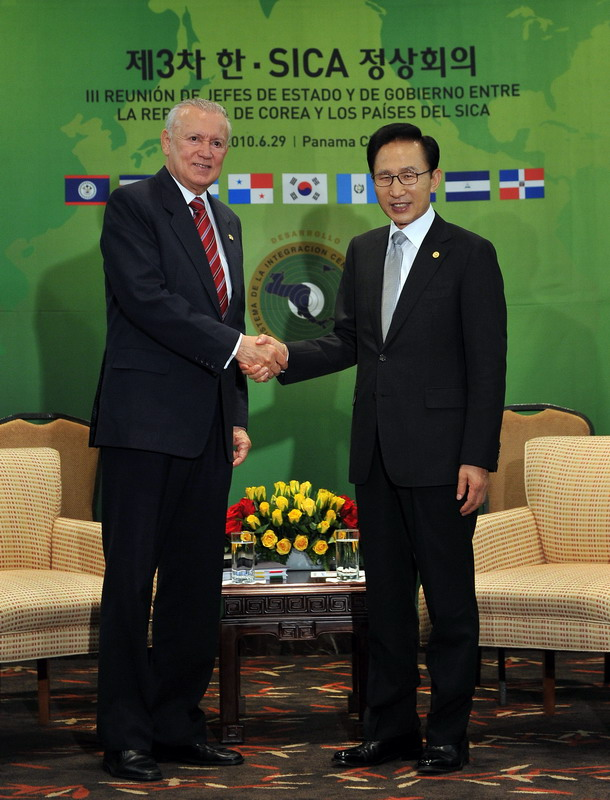
2010년에 파나마 파나마시티에서 열린 제3차 한-중미 통합 체제 정상회의에 참석한 라파엘 알부르케르케 당시 도미니카 공화국 부통령을 영접한 이명박 당시 대한민국 대통령

대한민국-도미니카 공화국 관계(스페인어: Relaciones entre la República de Corea y la República Dominicana)는 대한민국과 도미니카 공화국 간 정치, 사회, 문화, 경제적 관계를 의미한다.
두 국가는 1962년에 외교 관계를 수립하였다. 두 국가는 양국의 수도에 대사관을 설치 및 운영 중이다. 도미니카 공화국은 카리브 제도 국가들 가운데 한동안 조선민주주의인민공화국과 수교하지 않았으나, 2007년에 조선민주주의인민공화국과 수교했다. 2012년에는 수교 50주년을, 2022년에는 수교 60주년을 기념하였다. 2023년에는 한국은 무역투자촉진프레임워크를 도미니카 공화국과 체결하여 무역통상 분야에서 협력을 확대시키로 합의하였다.
도미니카 공화국은 대한민국의 카리브해의 주요 파트너 국가 중 하나이다. 주도미니카 공화국 대한민국 대사관은 아이티, 바하마, 세인트키츠 네비스, 앤티가 바부다, 도미니카 연방에 대한 겸임 업무를 관할한다.

## 같이 보기
- 대한민국의 대외 관계